# Caloptilia populiella
Caloptilia populiella là một loài bướm đêm thuộc họ Gracillariidae. Nó được tìm thấy ở British Columbia và Hoa Kỳ (Colorado).
Ấu trùng ăn Populus, bao gồm Populus tremuloides. Chúng ăn lá nơi chúng làm tổ. 